# Embraer
Embraer (Empresa Brasileira de Aeronáutica) je brazilski letalski konglomerat, ki proizvaja komercialna, vojaška in poslovna letala.

## Zgodovina
Braziska vlada je v 1940ih hotela svojo letalsko industrijo, zato je vanjo večkrat investirala.. Leta 1969 so ustanovili Empresa Brasileira de Aeronáutica (Embraer), kot vladno podjetje. Prvo letalo družbe je bil turbopropelerski Embraer EMB 110 Bandeirante.
Embraer je dobil veliko dovoljenj za licenčno proizvodnjo letal, npr. Piper. V 1970ih so bila večina proizvodnje vojaška letala. Leta 1985 so predstavili prvo komercialno letalo  Embraer EMB 120 Brasilia.
Leta 1994 se je družba privatizirala

## Letala

### Komercialna potniška
- Embraer EMB 110 Bandeirante
- Embraer EMB 120 Brasilia
- Embraer/FMA CBA 123 Vector
- Embraer Regional Jet
  - Embraer ERJ 135 (37 potnikov)
  - Embraer ERJ 140 (44 potnikov)
  - Embraer ERJ 145 (50 potnikov)
- Embraer E-Jet
  - Embraer 170 (80 potnikov)
  - Embraer 175 (88 potnikov)
  - Embraer 190 (110 potnikov)
  - Embraer 195 (122 potnikov)

### Vojaška
- Embraer EMB 111 Bandeirulha
- Embraer EMB 312 Tucano
- Embraer EMB 314 Super Tucano
- AMX International AMX
- Embraer R-99
- Embraer 145 AEW&C
- Embraer 145 RS/AGS
- Embraer P-99
- Embraer KC-390

### Poslovna
- Embraer Phenom 100
- Embraer Phenom 300
- Embraer Legacy 450
- Embraer Legacy 500
- Embraer Legacy 600
- Embraer Legacy 650
- Embraer Lineage 1000